# Kuolimo
Kuolimo je jezero srednje veličine u jugoistočnoj Finskoj, u općinama Savitaipale i Suomenniemi.
Jezero Kuolimo usko je povezano s najvećim finskim jezerom Saimaa i ulijeva se u njega kroz dvije odvojene rute, uključujući brzake Partakoski i Kärnänkoski. Jezera pripadaju porječju rijeke Vuoksi, koja se kroz jezero Ladoga ulijeva u Finski zaljev .
Kuolimo se smatra posebno čistim jezerom. Naseljena je reliktnom populacijom ribe Salvelinus alpinus. Kritično ugrožena riba živi samo u određenim dijelovima južnog jezera Saimaa, uključujući Yövesi, Luonteri i Ruokovesi . Izvorna populacija živi samo u jezeru Kuolimo. Lov ove ribe potpuno je zabranjen.

## Vanjske poveznice
|  | Zajednički poslužitelj ima još gradiva o temi Kuolimo |